# Лакомова, Агафья Владимировна
Агафья Владимировна Лакомова (1915, Курская губерния, Российская империя — ?) — звеньевая виноградарского совхоза имени Молотова Министерства пищевой промышленности СССР, Анапский район Краснодарского края, Герой Социалистического Труда (1955).

## Биография
Родилась в 1915 году на территории Курской губернии (ныне Курская область). По национальности русская.
В 1940 году устроилась рабочей виноградарской бригады совхоза имени Молотова Анапского района Краснодарского края. В 1949 году стала звеньевой виноградарского звена и по итогам работы в 1950 и 1952 годах была дважды награждена орденами Ленина. В 1953 году звено собрало самый высокий в совхозе урожай винограда — 179,4 центнера с гектара на участке 9,9 гектара.
Указом Президиума Верховного Совета СССР от 26 февраля 1955 года «за получение в 1953 году высоких урожаев винограда шампанских сортов» удостоена звания Героя Социалистического Труда с вручением ордена Ленина и золотой медали «Серп и Молот».
Многократный участник Всесоюзной сельскохозяйственной выставки (ВСХВ). Награждена 3 орденами Ленина (27.08.1951; 03.11.1953; 26.02.1955), медалями, в том числе двумя «За трудовую доблесть» (26.09.1950; 23.08.1952), а также медалями ВСХВ.